# هتون فاسی

هُتون فاسی (به عربی: هُتْون الفَاسی ۱۹۶۴م) آکادمیک سرشناس وتاریخ‌دان و پایگذار درس تاریخ زنان معاصر ۱۹۸۹–۲۰۱۴م، و مسئله جنجال‌برانگیز فمینیستی زنان عربستان در دانشگاه ملک عبدالعزیز، کنشگر حقوق بشر، نویسنده ستون پایدار روزنامه الریاض است. از او در رسانه به عنوان یکی از برجسته‌ترین فمینیست‌های پادشاهی عربستان سعودی باد می‌شود. این شخصیت جنجالی جوایز بین‌المللی متعددی را از آن خود کرد و یکی از لیست زندانیان آزادی بیان، جلودار فمینیسم و آزادی حقوق زنان حقوق زنان در عربستان سعودی است.

## زندگی، پیشه آکادمیک، جوائز
هتون فاسی در خانوادهای از خاندان سید محمد فاسی که در پیوند با شاخه حسنی الادریسی این سلسله است به دنیا آمد. از طریق پدرش شیخ سجاد اجود فاسی و پدربزرگش شیخ عبدالله نوه قطب محمد فاسی (= امام الفاسی) مؤسس و رئیس معنوی شاخه الفاسی طریقت صوفی شادلی، بیست و یکمین خلیفه (= نماینده) امام شاذلی است. 
اما با وجود پرورش در این خانواده مذهبی و صوفی مشرب، خانواده او را تشویق کرد تا مستقل از مدرسه و ایده‌های رسانه ای در مورد حقوق زنان فکر کند؛ سال ۱۹۸۶م مدرک لیسانس تاریخ را از دانشگاه ملک سعود، و دکترای تاریخ زنان باستانی از دانشگاه منچستر در سال ۲۰۰۰م دریافت کرد. الفاسی از سال ۱۹۹۲م در دانشگاه ملک سعود به عنوان مدرس و عضو هیئت علمی در دانشگاه ملک سعود کار می‌کرد. در دانشگاه تحقیقات تاریخی در زمینه تاریخ زنان انجام داده‌است. سال ۲۰۰۱م اجازه تدریس دانشگاهی او به دلیل فعالیت فمنیستی لغو شد. دکتر هتون الفاسی در نوامبر ۲۰۱۸م در حالی که هنوز در زندان بود جایزه آزادی ۲۰۱۸م توسط انجمن مطالعات خاورمیانه آمریکای شمالی به او اعطا شد. او همچنین نشان نشان ملی لیاقت (به فرانسوی: Ordre national du Mérite) را دریافت کرد و برای دومین بار با فرمان جمهوری رئیس‌جمهورفرانسه در ۹ می ۲۰۱۲م صادر شد، به عنوان شوالیه منصوب شد.

### عمده نگرش‌های مرتبط با حقوق زنان
هتون فاسی را یکی از فعالان تحریک مشارکت سیاسی زنان می دانند. او خواستار حق مشاركت زنان پادشاهی کشور عربستان سعودی در همه دوره های انتخابات که برای اولین بار با انتخابات شهرداری سال 2005م این نگرش‌ از طرف وی به جامعه سنتی و اصولگرای عربستان ارایه شد. دوباره اين ايده در  انتخابات 2011 م مطرح گردید. از او یکی از حامیان اجازه رانندگی به زنان است. يكی دیگر از نگرشهای جنجالی هتون الفاسی این کنشگر مدافع حقوق زنان که در سال 2006م ارائه شد پیشنهاد تغییر قوانین بکار گرفته شده  و مورد اعمال در خصوص ورود زنان به مسجد الحرام در شهر مکه بود. هتون فاسی نظر مخالفت خود را در این مساله عنوان کرده و بر آن پافشاری نمود.

### دستگیری‌ها
دکتر هتون فاسی به عنوان فعال بخشی از کمپین دستگیری‌های پادشاهی سعودی علیه فعالان حقوق بشر در این کشور دستگیر شد. سازمان حقوق بشر ALQST لندن خبر او را تأیید کرد. این دستگیری تنها سه روز پس از لغو ممنوعیت رانندگی زنان توسط پادشاهی عربستان صورت گرفت و نه دادستانی عمومی و نه رسانه‌های دولتی هیچ توضیحی در مورد ارائه کردند. این دستگیری واکنش شدید فعالان داخل و خارج از جامعه عربستان را در پی داشت.. شایان ذکر است که اتهام هتون فاسی  تماس های مشکوک با رسانه های خارجی، سازمان های دیپلماتیک و حقوق بشری بود و با اين عنوان محاکمه شد. پیشتر سازمان حقوق بشر ALQST فاش کرد که فعالان زن بازداشت شده در زندان های عربستان تحت انواع شکنجه های وحشیانه قرار گرفته اند که برخی از آنها زیر نظر سعود القحطانی، مشاور سابق سلطنتی نزدیک به ولیعهد پادشاهی محمد بن سلمان.

### واکنش‌های رسانه‌ای
در 16 ژانویه 2019م خالد ابوالفضل، نوام چامسکی و 213 دانشگاهی درخواستی را به ملک سلمان پادشاه عربستان سعودی ارسال کردند که در آن دستاوردهای علمی و حقوق زنان هتون فاسی را توصیف کرده، و از او و سایر فعالان حقوق زنان زندانی نام بردند..

### آثار عملی و آکادمیک
- «المرأة الخليجيّة»، ۲۰۰۴؛ ترجمه عربی: «(به انگلیسی: Gulf Women)» ۲۰۱۲م.